# Seltana Aït Hammou
Seltana Aït Hammou, née le 21 mai 1980 à Kénitra, est une athlète marocaine spécialisée dans les courses de demi-fond.

## Carrière
Seltana Aït Hammou remporte aux Championnats d'Afrique juniors d'athlétisme 1999 à Tunis la médaille d'argent sur 1 500 mètres.
Elle est médaillée d'or sur 800 mètres aux Jeux méditerranéens de 2001. Aux Jeux militaires africains de 2002 à Nairobi, elle remporte la finale du 800 mètres et termine deuxième de la finale du 400 mètres.  Elle remporte ensuite l'or sur 800 mètres aux Jeux mondiaux militaires d'été de 2003 à Catane. Éliminée en demi-finales du 800 mètres des Jeux olympiques d'été de 2004 à Athènes, elle est médaillée d'argent sur 1 500 mètres aux Jeux panarabes de 2004 à Alger, puis obtient aux Jeux de la Francophonie 2005 à Niamey la médaille d'or sur 800 mètres et sur 1 500 mètres et la médaille de bronze sur 4 × 400 mètres.
Aux Jeux panarabes de 2007 au Caire, elle est médaillée d'or sur 1 500 mètres et médaillée de bronze du relais 4 × 400 mètres.
En août 2008, l'IAAF la suspend un an de toute compétition pour avoir raté trois contrôles antidopage entre juin 2007 et mai 2008.
Elle remporte aux Jeux de la Francophonie 2009 à Beyrouth la médaille d'or sur 800 mètres et la médaille de bronze sur 1 500 mètres.

## Famille
Seltana Aït Hammou est la sœur de l'athlète Amina Aït Hammou.